# 太阳鸟科
太阳鸟科（学名：Nectariniidae），也称花蜜鸟科，是鸟纲雀形目中的一个科。主要生活在热带地区，以花蜜为食，有时也吃昆虫。为留鸟或短途候鸟。
牠們與蜂鳥有相似的生態棲位，屬趨同進化。一些太陽鳥物種可以通過像蜂鳥一樣盤旋來獲取花蜜。
该科包含如下各属：
- 直嘴太阳鸟属 Chalcoparia
- Deleornis
- 食蜜鸟属 Anthreptes
- Hedydipna
- Hypogramma
- Anabathmis
- 巨花蜜鸟属 Dreptes
- 橙胸花蜜鸟属 Anthobaphes
- Cyanomitra
- Chalcomitra
- Leptocoma
- Nectarinia
- 金翅花蜜鸟属 Drepanorhynchus
- 花蜜鸟属 Cinnyris
- 太阳鸟属 Aethopyga
- 捕蛛鸟属 Arachnothera